# Amiota angulisternita
Amiota angulisternita är en tvåvingeart som beskrevs av Chen och Liu 2004. Amiota angulisternita ingår i släktet Amiota och familjen daggflugor. Inga underarter finns listade i Catalogue of Life.